# شا رانگماو

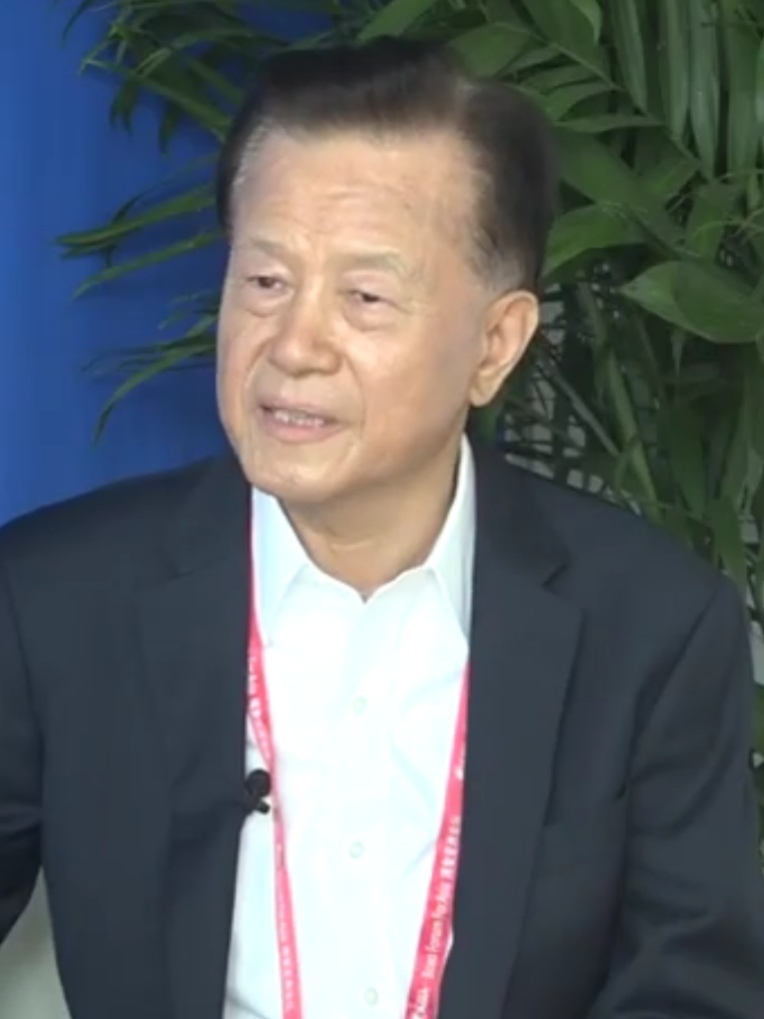
شا رانگماو

شا رانگماو (انگلیسی: Xu Rongmao) (زاده ۱۹۵۰) کارآفرین، بازرگان و مدیر ارشد اجرایی چینی-استرالیایی است، که در حال حاضر به‌عنوان رئیس هیئت مدیره شرکت شیماو پراپرتی فعالیت می‌کند.